# Pośredni Granat
Pośredni Granat (2233 m, słow. Prostredný Granát, niem. Mittlere Granatenspitze, węg. Középső-Gránát-csúcs) – środkowy z trzech wierzchołków masywu Granatów w długiej wschodniej grani Świnicy w polskich Tatrach Wysokich, położony na trasie Orlej Perci.

## Topografia
Pośredni Granat znajduje się w grani łączącej Świnicę poprzez Kozi Wierch z Buczynowymi Turniami. Szczyt graniczy od południa z Zadnim Granatem (2240 m), od którego oddzielony jest niewybitną Pośrednią Sieczkową Przełączką (2219 m). Bardziej wyraźna jest Skrajna Sieczkowa Przełączka (2198 m), położona na północ od Pośredniego Granatu, pomiędzy nim a zwornikowym Skrajnym Granatem (2228 m). Zachodnia ściana Pośredniego Granatu ma wysokość około 430 m i opada do Doliny Czarnej Gąsienicowej tworząc obramowanie dwóch żlebów; Żlebu Drège’a i Żlebu Staniszewskiego. Ściana ta ma trzy różniące się topografią piętra. Najbardziej strome dolne piętro ma wysokość około 100 m. Środkowe jest łatwe do przejścia, piarżysto-trawiaste. W piętrze górnym są trzy żebra, najdłuższe z nich dołem przechodzi w filar bezpośrednio obramowujący Żleb Drège’a. Wschodnia ściana ma wysokość 280 m i opada do Dolinki Buczynowej. Na około 1/3 wysokości przecina ją Zachód Bednarskiego.
Ze Skrajnej Sieczkowej Przełączki opada do Doliny Gąsienicowej Żleb Drège’a, w którym doszło do wielu wypadków śmiertelnych na skutek zabłądzenia i zboczenia ze szlaków. Na południe od Żlebu Drège’a położony jest drugi żleb opadający spod Pośredniego Granatu – Żleb Staniszewskiego. Wierzchołek Pośredniego Granatu od północy rozcięty jest kominem.
Dawniejsze pomiary określały wysokość szczytu na 2234 m lub około 2235 m.

## Turystyka
Przez Pośredni Granat prowadzi trasa Orlej Perci, pokonywana najczęściej w kierunku od Zawratu na Krzyżne (odcinek Zawrat – Kozi Wierch jest jednokierunkowy). Od czasów wytyczenia szlaku Orlej Perci szczyt, podobnie jak sąsiednie, zyskał na popularności wśród turystów. Wyjście z Pośredniej Sieczkowej Przełączki na szczyt Pośredniego Granatu jest bez trudności, zejście na Skrajną Sieczkową Przełączkę jest eksponowane i ubezpieczone klamrą i łańcuchem.
Pierwszymi udokumentowanymi zdobywcami szczytów Granatów byli ksiądz Eugeniusz Janota i Bronisław Gustawicz wraz z przewodnikiem Maciejem Sieczką. Nie byli oni jednak pierwsi na wierzchołkach, bo podczas ich wyprawy 19 września 1867 r. znaleziono na Skrajnym Granacie ślady wcześniejszego pobytu człowieka. Zimą na szczycie pierwsi byli Henryk Bednarski i Stanisław Zdyb 29 marca 1908 r.

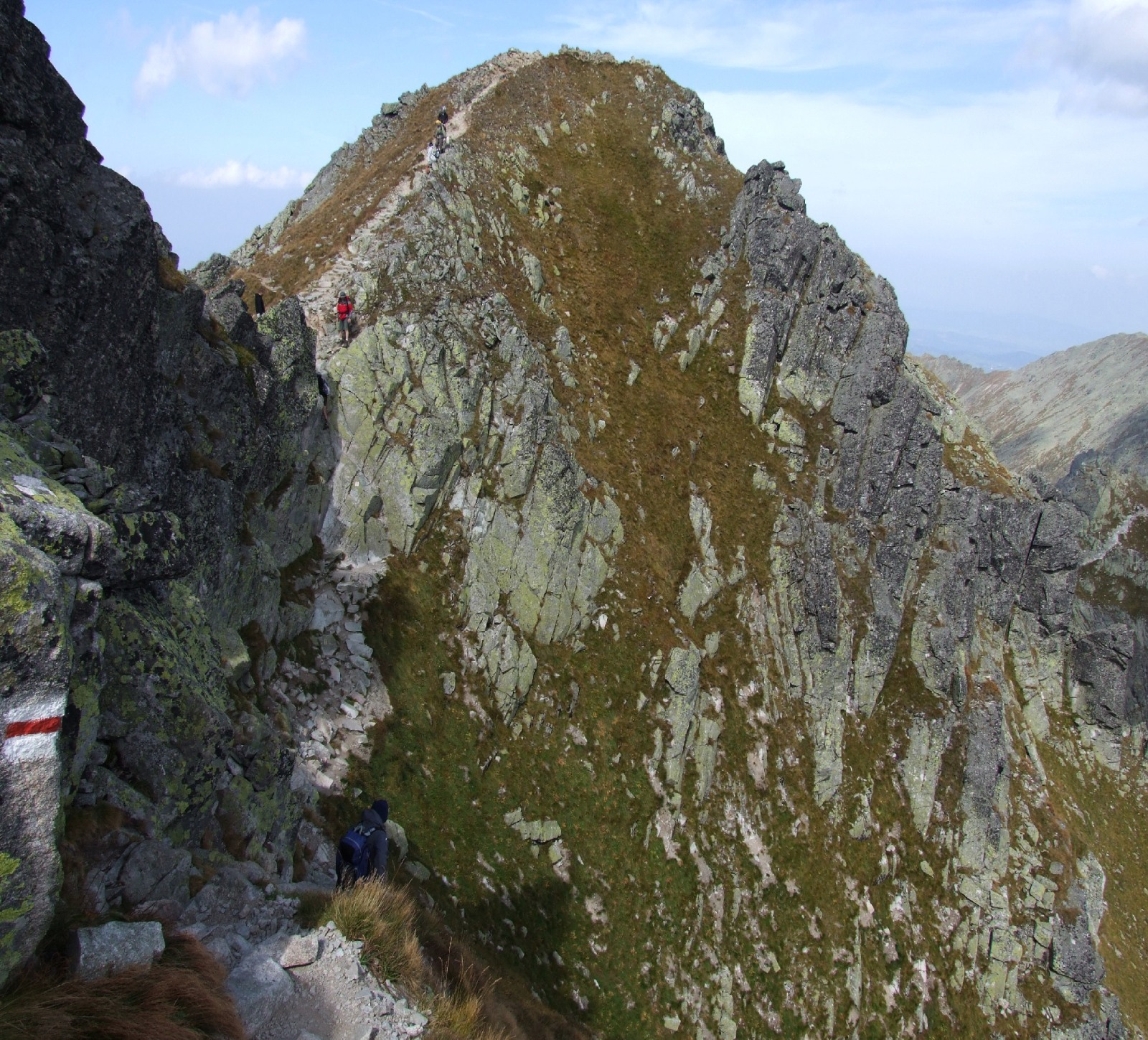
Pośredni Granat od strony Czarnych Ścian
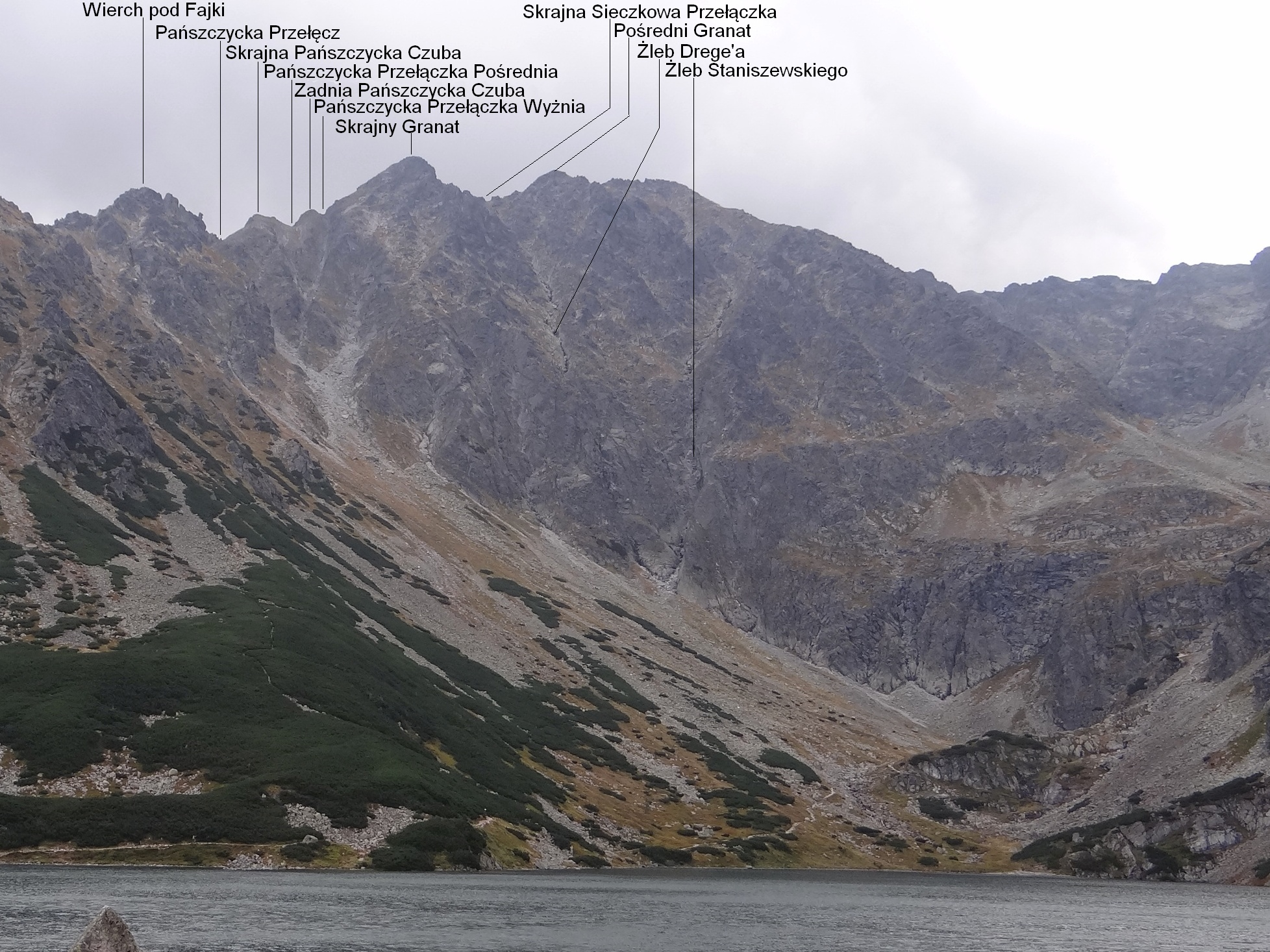
Widok od północnego zachodu
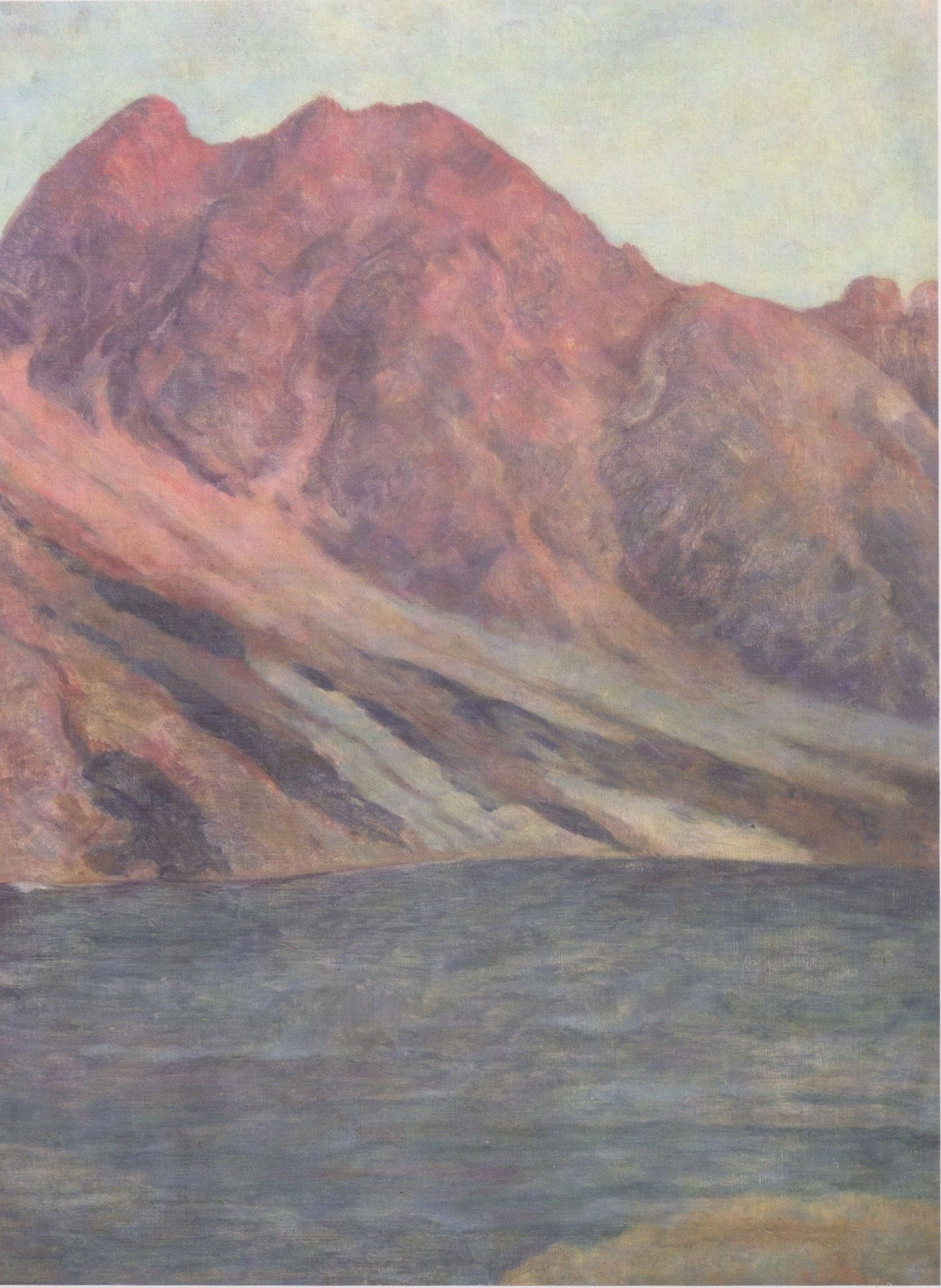
Granaty, obraz Wirkacego
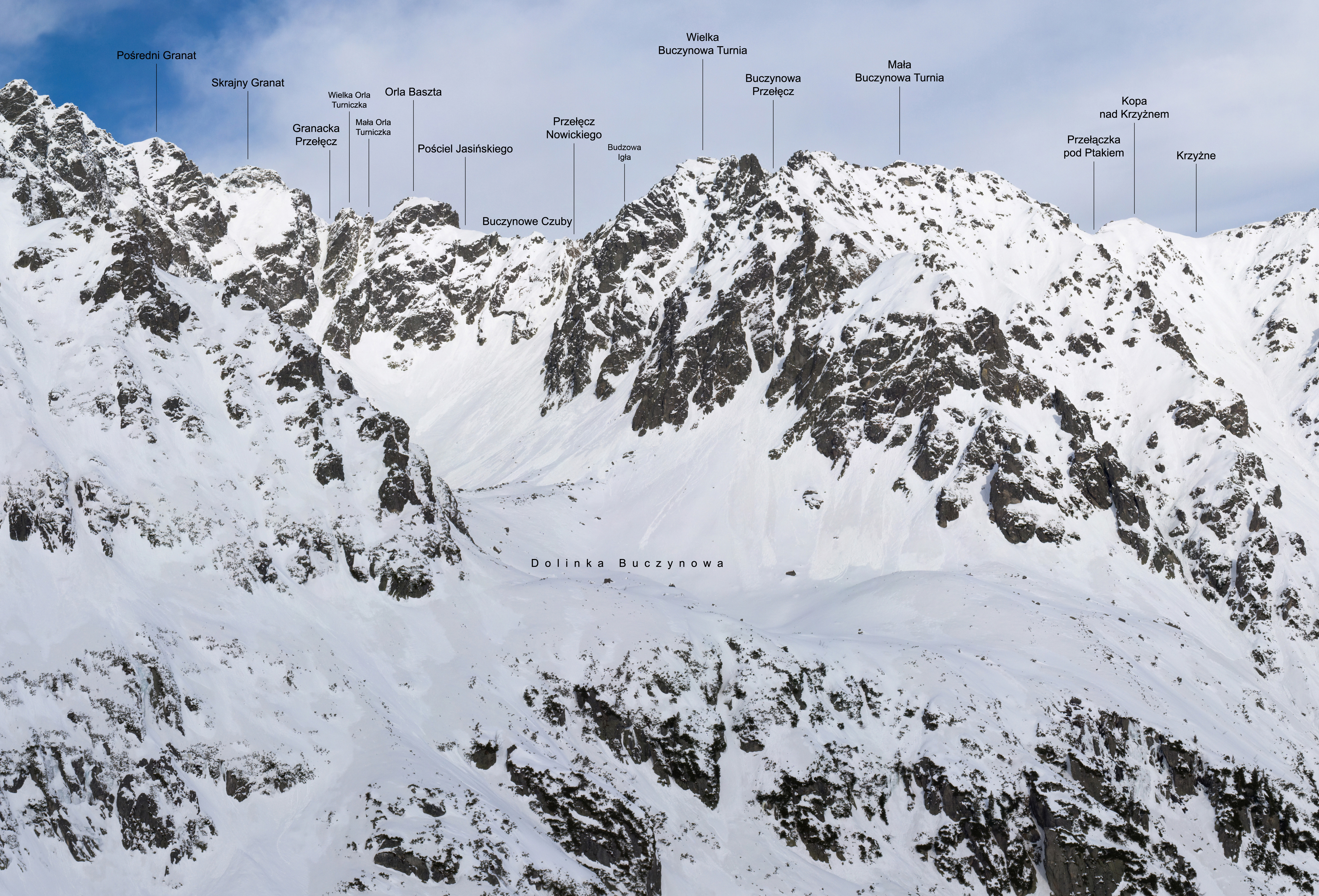
Widok od strony Dolinki Buczynowej

## Drogi wspinaczkowe
Pośredni Granat jest jednym z rejonów wspinaczkowych taterników. W jego ścianach jest kilka dróg wspinaczkowych:
- Droga Hirszowski-Łącki w zachodniej ścianie. IV, w jednym miejscu V stopień trudności w skali tatrzańskiej, 3 godz.;
- Droga Czterech w zachodniej ścianie. W dole IV, u góry II, 3 godz.;
- Wschodnim filarem we wschodniej ścianie. Około 280 m deniwelacji, lita skała, V, 4 godz.;
- Prawą częścią wschodniej ściany. Wybitnie lite płyty, część górna VII-, część dolna VI OS;
- Wschodnią ścianą. Wysokość ok. 275 m, dolna część IV, górna II, 3 godz.[5]

## Szlaki turystyczne
– czerwony (Orla Perć) przebiegający granią główną z Zawratu przez Kozi Wierch, Granaty i Buczynowe Turnie na Krzyżne.
- Czas przejścia z Zawratu na Krzyżne: 6:40 h
- Czas przejścia z Krzyżnego na Kozi Wierch (część Zawrat – Kozi Wierch jest jednokierunkowa!): 3:35 h

Z rzadkich roślin występuje przymiotno węgierskie.